# Micropterix aglaella
Micropterix aglaella là một loài bướm đêm thuộc họ Micropterigidae.